# Дворац Ингус
Дворац Ингус се налази у Хајдукову, насељеном месту на територији града Суботице.
Дворац је изградила јеврејска виноградарска породица Ингус, тачније Липот и Јустина након Првог светског рата, око 1920. године. Грађен је од ћерпича, непечене опеке направљене од блата и сушене на сунцу. Заједно са дворцем саграђена је и синагога.
Липот и Јустина су у пролеће 1944. године завршили у логору Аушвиц одакле се нису вратили. Син Александар Шандор преживео је рат и био је у Суботици до 1958. године. Дворац је евидентиран као културно добро.

## Галерија
- Дворац Ингус, пројекат Дворци Србије
- Дворац Ингус
- Дворац Ингус
- Дворац Ингус
- Дворац Ингус
- Дворац Ингус
- Дворац Ингус
- Дворац Ингус
- Дворац Ингус